# Consejo Consultivo de Ciencias de la Presidencia de la República
El Consejo Consultivo de Ciencias de la Presidencia de la República (México) fue creado en 1994 por el presidente de México como un órgano asesor para aspectos relativos a la planeación nacional y a la formulación de política y programas para el desarrollo de la ciencia y la tecnología.
Su misión es tomar de decisiones en materia de ciencia y tecnología para las acciones que emprenden los gobiernos de todos los regímenes políticos, implica una participación, mayor o menor, de investigadores, tecnólogos y académicos. Con distintas estructuras, las economías fomentan un futuro global en el que las sociedades de las naciones se sustenten en el conocimiento. 
La influencia de la participación de investigadores, tecnólogos y académicos en la construcción de este escenario futuro, elegido por una amplia comunidad internacional es, día a día, más importante. Entre las actividades del CCC está la coordinación del premio de ciencia y tecnología más importante del área iberoamericana y del Caribe: el Premio México de Ciencia y Tecnología otorgado por la Presidencia de México.
El Consejo Consultivo de Ciencias de la Presidencia de la República (CCC) se integra de 97 consejeros, todos investigadores o tecnólogos activos que han sido reconocidos con la máxima distinción que otorga el gobierno de México, el Premio Nacional de Ciencias y Artes. Brindan con experiencia y conocimiento su asesoría al Ejecutivo Federal y a otras entidades diversas de la sociedad que lo demanden. La máxima instancia de autoridad del Consejo Consultivo de Ciencias la constituye el pleno del Consejo, única instancia con la capacidad de modificar su estructura así como sus bases de organización y funcionamiento. 

## Consejeros
- Adolfo Guzmán Arenas
- Adolfo Sánchez Vázquez
- Alexander Balankin
- Álvaro Matute Aguirre
- Daniel Malacara Hernández
- Enrique Florescano Mayet
- Francisco Gonzalo Bolívar Zapata
- Gerardo Gamba Ayala
- Jesús González Hernández
- Guillermo Soberón Acevedo
- Héctor Fix-Zamudio
- Ignacio Madrazo Navarro
- Israel Cavazos Garza
- José Antonio de la Peña Mena
- José Sarukhán Kermez
- Juan Celada Salmón
- Juan Ramón de la Fuente Ramírez
- Luis Villoro Toranzo
- Luis de la Peña Auerbach
- Manuel Peimbert Sierra
- Marcos Moshinsky
- Octavio Paredes López
- Pablo Rudomín Zevnovaty
- Pedro Ramírez Vázquez
- Ramón Xirau Subias
- René Drucker Colín
- Cecilia Noguez
- José Mauricio López Romero